# Майк Шмиц
Майкъл Шмиц е католически свещеник и ръководител на младежката група за служения в епархията на Дълют, Минесота, както и католически лектор и автор. Той е известен с материалите си в интернет, особено с видеоклиповете си в YouTube. Отец Майк е лектор на множество католически програми, включително Fellowship of Catholic University Students Ascension Press и Steubenville конференциите. Lighthouse Catholic Media публикува много от неговите беседи. Шмиц е от ирландски произход, тъй като семейството му идва от графство Корк.

## Биография
Майкъл Шмиц е роден на 14 декември 1974 година в Брейнърд, Минесота, САЩ. Въпреки че е израснал в католическо семейство, Шмиц е до голяма степен безразличен към католицизма до конкретно преживяване по време на изповед, когато е 15-годишен. Според Шмиц тази среща „ме накара да запитам Бог какво желае от мен“. Той учи в Семинарията „Свети Павел“ и е ръкоположен на 6 юни 2003 година, като е назначен за епархията на Дълют. Отец Майк е ръководител на младежката група за служения на епархията. Понастоящем отец Майк служи в Центъра Нюман в в Университета на Минесота Дълют.

## Проекти
От 2015 г. Шмиц е основната личност, участваща в блога Ascension Presents, с безплатни видеоклипове, предлагащи католическата гледна точка относно културни обществени проблеми. Видеоклиповете на о. Шмиц се публикуват всяка седмица и обхващат теми от бойни изкуства до Батман срещу Супермен. От 2017 г. тези видеа се предлагат и в аудиоформа като подкастове. На 1 януари 2021 г. отец Шмиц и Ascension стартират нов подкаст, „Библията в една година“ (с о. Майк Шмиц), който се състои от 365 епизода, в които той чете части от Библията, казва молитва и обяснява четеното под формата на кратък коментар, като това се случва всеки един ден. Преди самия старт на подкаста, той се превръща в подкаст номер едно в Apple Podcasts.

## Книги
- Създаден за любов: Еднополовите връзки и Католическата Църква (2018)
- Как да вземаме добри решения (2019)